# Servizio pubblico federale salute pubblica, sicurezza della catena alimentare e ambiente
Il Servizio pubblico federale salute (in francese: Service public fédéral Santé publique, Sécurité de la chaîne alimentaire et Environnement, in olandese: Federale Overheidsdienst Volksgezondheid, Veiligheid van de Voedselketen en Leefmilieu, in tedesco: Föderaler Öffentlicher Dienst Volksgesundheit, Sicherheit der Nahrungsmittelkette und Umwelt) comunemente noto anche come SPF Salute, è un servizio pubblico federale parte del governo federale del Belgio. È stato creato da Decreto Reale il 23 maggio 2001, come parte dei piani del governo Verhofstadt I per modernizzare l'amministrazione federale.
È responsabile della garanzia della salute pubblica, della sicurezza della catena alimentare e di un ambiente sicuro.

## Organizzazione
Il SPF Salute è organizzato in tre direzioni generali e un'amministrazione:
- Direzione generale per l'assistenza sanitaria
- Direzione generale per gli animali, le piante e le derrate alimentari
- Direzione generale per l'ambiente
- Amministrazione della competenza medica (Medex)

L'ex Direzione generale per i prodotti medicinali è diventata l'Agenzia federale autonoma per i medicinali ei prodotti sanitari nel 2007. La direzione generale per l'assistenza sanitaria è il risultato della fusione della Direzione generale dell'Organizzazione delle strutture sanitarie e della direzione generale per l'assistenza sanitaria di base e gestione delle crisi. Il SPF salute è anche legato a due istituzioni scientifiche:
- Sciensano, il successore dell'ex Centro per la ricerca veterinaria e agrochimica e l'ex Istituto scientifico di sanità pubblica
- Consiglio Superiore della Sanità